# DAZN
DAZN (изговаря се: дъ зоун) е британска спортна видео стрийминг платформа с абонамент. Услугата извършва предаване на живо и при поискване на събития от различни спортове.

## Обща информация
DAZN стартира за първи път в Австрия, Германия, Швейцария и Япония през август 2016 г. и в Канада на следващата година. Стартира в САЩ и Италия през 2018 г., а в Испания и Бразилия през 2019 г. В България платформата навлиза през декември 2020 г. като първоначално излъчва само бокс, а първото събитие е мачът между Кубрат Пулев и Антъни Джошуа.
Услугата първоначално е създадена през 2016 г. от Perform Group, компания за спортни медии, мажоритарен собственик на Access Industries, която също притежава Goal.com и Sporting News. Бившият изпълнителен директор на ESPN Джон Скипър става председател на DAZN през 2018 г., работейки от офиси в Ню Йорк. През септември 2018 г. Perform Group обособява бизнеса си със спорт и преименува останалата част от компанията на DAZN Group.
През октомври 2019 г. фирмата за мобилни анализи SensorTower посочва DAZN като изпреварила Мейджър Лийг Бейзбол за най-касовото мобилно приложение, свързано със спорта през първата половина на 2019 г. по отношение на световните приходи от приложения.